# Cyclocity

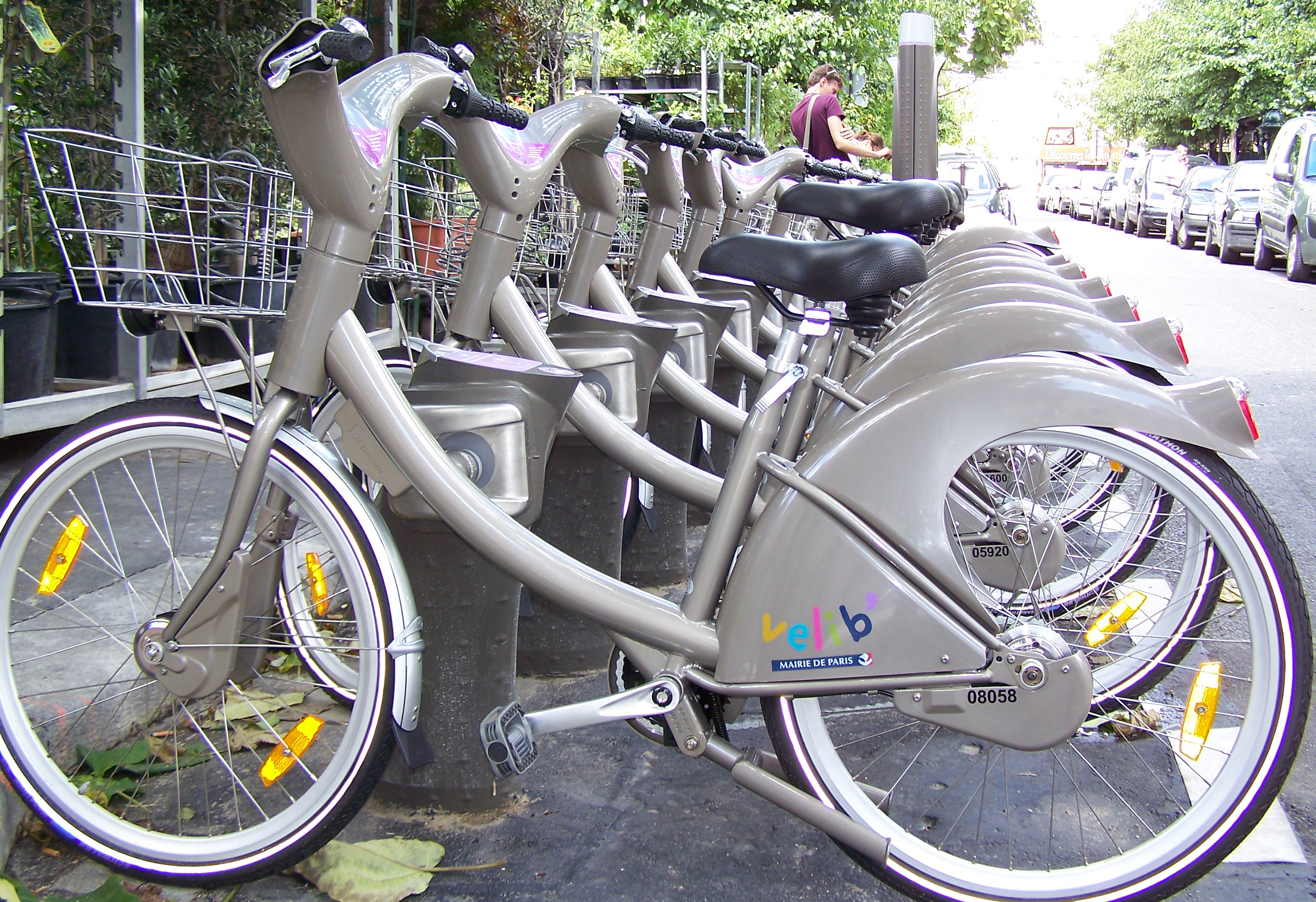
Cyclocity del sistema Vélib' en París.

Cyclocity es un sistema de bicicletas compartidas, en parte patentado, desarrollado por JCDecaux. Cyclocity es también el nombre de la filial de JCDecaux encargada del desarrollo y la explotación del sistema.
El fundador de la empresa, Jean-Claude Decaux, que se presenta como un ciclista convencido, habría iniciado el proyecto él mismo. Tras el comienzo del sistema en Viena, Gijón y Córdoba fue instalado a gran escala por primera vez en Lyon, bajo el nombre de Vélo'v, con un lanzamiento de 2.000 bicicletas en 150 estaciones.
El sistema es ampliamente utilizado en Europa y se encuentra en desarrollo en algunas ciudades de Estados Unidos y Australia.

## Principios del sistema
Cyclocity es una aplicación del concepto de bicicletas compartidas en forma de un servicio normalmente gestionado por un ayuntamiento que lo delega en la empresa JCDecaux y su filial Ciclocity.
El sistema se compone, en principio, de estaciones diseminada por la ciudad o la zona a cubrir. Cada una de las estaciones dispone de varios postes donde acoplar una bicicleta y de un poste informatizado que sirve de interfaz entre el usuario y el sistema de gestión.
Tras darse de alta en el servicio, el usuario puede retirar una bicicleta en cualquiera de las estaciones por medio de una tarjeta con un circuito integrado y una contraseña. Tras terminar su uso, la bicicleta puede ser devuelta en cualquier otra estación encajándola en uno de los postes. Según el sistema, los usuarios se pueden dar de alta o en la oficina de gestión (para los abonos de larga duración) o directamente en el propio poste informatizado mediante una tarjeta bancaria (para los abonos de corta duración). Normalmente se exige una fianza, o a la inscripción o cargándola a la tarjeta bancaria cuando se recoge una bicicleta.
Normalmente el alquiler está limitado en el tiempo y, para los sistemas de pago, el coste horario aumenta con la duración del alquiler. En la mayoría de los sistemas de pago la primera media hora es gratuita, la siguiente hora se tarifica normalmente y las tres siguientes al doble. De esta manera se favorece que el parque de bicicleta disponibles sea el mayor posible y se premian los trayectos cortos de estación a estación. Esto es posible si existe un buen número de bicicletas y un buen mallado de la zona de servicio, la zona de salida y sobre todo la de llegada deben estar cerca de una estación.
El sistema funciona como una red de transporte público en la que cada parada estaría directamente unida con cualquier otra, al contrario que en el transporte público convencional donde los trasbordos son habituales. JCDecaux llama a su sistema «Transporte público individual».
Algunos sindicatos han denunciado las condiciones de trabajo de los operarios de mantenimiento de las bicicletas.

## Un servicio ligado a la movilidad urbana
JCDecaux llama Abribus a un servicio completo financiado por la publicidad. Este concepto es entendido como un conjunto de mobiliario urbano donde la carteleria publicitaria mantiene el servicio. Cyclocity es propuesto como un servicio añadido al de este mobiliario. JCDecaux  es uno de los mayores operadores de mobiliario urbano, que puede encargarse de todo el conjunto, lo que le sirve de argumento comercial para ofrecerse a los estamentos públicos.
La cartelería publicitaria debería en un principio haber financiado por completo el servicio, como se previó en Lyon. Sin embargo, las características necesarias para hacer el servicio atractivo (muchas estaciones, periodos gratuitos...) hacen al servicio muy costoso. Tras el entusiasmo inicial el sistema es financiado por los estamentos públicos. Los beneficios directamente ligados a la cartelería urbana han tenido una fuerte aceptación y las retribuciones exihidas por las colectividades locales han aumentado. Si por ejemplo en París el lanzamiento del servicio no fue directamente financiado por la ciudad, después ha tenido que serlo por una disminución de las retribuciones ligadas a la cartelería publicitaria.
Algunos pocos sistemas han sido contratados con una financiación al 100% por el ayuntamientos, sin dejar a JCDecaux la gestión de la cartelería publicitaria. Es el caso de Toulouse, donde fue necesario contratarlo así porque toda la publicidad de la ciudad había sido adjudicada a otra empresa.